# Chen Xiaoming
Chen Xiaoming （陈小明， 1953-2007, activista de los derechos humanos y disidente en China, destacada figura del derecho a la vivienda. Según informaciones de Amnistía Internacional (AI), falleció el 1 de julio de 2007, poco después de salir de prisión en libertad condicional por razones de salud. Según informes de esta organización internacional, había sido torturado bajo custodia.
Según el Informe 2007 de AI, en 2007 "el gobierno intensificó la represión contra abogados y activistas del derecho a la vivienda. Numerosos defensores de los derechos humanos fueron sometidos a largos periodos de detención arbitraria sin cargos y sufrieron hostigamiento por parte de la policía o de bandas locales que actuaban con la aparente connivencia de la policía. Muchas de esas personas vivían bajo vigilancia o arresto domiciliario casi continuos, y sus familiares se convirtieron cada vez más en objetivos de la represión. Nuevas normativas restringieron la capacidad de los abogados de representar a grupos de víctimas y participar en peticiones colectivas".